# Seznam dílů seriálu Iron Fist
Toto je seznam dílů seriálu Iron Fist. Americký akční televizní seriál Iron Fist byl zveřejněn na Netflixu.

## Přehled řad
| Řada | Díly | Premiéra na Netflixu |
| ---- | ---- | -------------------- |
| 1    | 13   | 17. března 2017      |
| 2    | 10   | 7. září 2018         |

## Seznam dílů

### První řada (2017)
| Č. v seriálu | Č. v řadě | Původní název                  | Český název                  | Režie            | Scénář                                            | Premiéra na Netflixu |
| ------------ | --------- | ------------------------------ | ---------------------------- | ---------------- | ------------------------------------------------- | -------------------- |
| 1            | 1         | Snow Gives Way                 | Sníh ustupuje                | John Dahl        | Scott Buck                                        | 17. března 2017      |
| 2            | 2         | Shadow Hawk Takes Flight       | Shadow Hawk letí             | John Dahl        | Scott Buck a Scott Reynolds                       | 17. března 2017      |
| 3            | 3         | Rolling Thunder Cannon Punch   | Úder hromového kanónu        | Tom Shankland    | Quinton Peeples                                   | 17. března 2017      |
| 4            | 4         | Eight Diagram Dragon Palm      | Osmiznaká dračí dlaň         | Miguel Sapochnik | Scott Reynolds                                    | 17. března 2017      |
| 5            | 5         | Under Leaf Pluck Lotus         | Leknín utržený pod listem    | Uta Briesewitz   | Cristine Chambers                                 | 17. března 2017      |
| 6            | 6         | Immortal Emerges from Cave     | Z jeskyně vychází nesmrtelný | RZA              | Dwain Worrell                                     | 17. března 2017      |
| 7            | 7         | Felling with Tree Routes       | Vyvracení stromu             | Farren Blackburn | Ian Stokes                                        | 17. března 2017      |
| 8            | 8         | The Blessing of Many Fractures | Požehnání praskajících kostí | Kevin Tancharoen | Tamara Becher-Wilkinson                           | 17. března 2017      |
| 9            | 9         | The Mistress of All Agonies    | Paní všech muk               | Jet Wilkinson    | Pat Charles                                       | 17. března 2017      |
| 10           | 10        | Black Tiger Steals Heart       | Černý tygr krade srdce       | Peter Hoar       | Quinton Peeples                                   | 17. března 2017      |
| 11           | 11        | Lead Horse Back to Stable      | Zaveď koně zpět do stáje     | Deborah Chow     | Ian Stokes                                        | 17. března 2017      |
| 12           | 12        | Bar the Big Boss               | Zastav velkého šéfa          | Andy Goddard     | Scott Reynolds                                    | 17. března 2017      |
| 13           | 13        | Dragon Plays with Fire         | Drak si hraje s ohněm        | Stephen Surjik   | Scott Buck, Tamara Becher-Wilkinson a Pat Charles | 17. března 2017      |

### Druhá řada (2018)
| Č. v seriálu | Č. v řadě | Původní název                    | Český název                                        | Režie              | Scénář              | Premiéra na Netflixu |
| ------------ | --------- | -------------------------------- | -------------------------------------------------- | ------------------ | ------------------- | -------------------- |
| 14           | 1         | The Fury of Iron Fist            | Iron Fist zuří                                     | David Dobkin       | M. Raven Metzner    | 7. září 2018         |
| 15           | 2         | The City's Not for Burning       | Tohle město není na výpal                          | Rachel Talalay     | Jon Worley          | 7. září 2018         |
| 16           | 3         | This Deadly Secret               | Smrtící tajemství                                  | Toa Fraser         | Tatiana Suarez-Pico | 7. září 2018         |
| 17           | 4         | Target: Iron Fist                | Terč: Iron Fist (Netflix) Cíl: Iron Fist (Disney+) | MJ Bassett         | Jenny Lynn          | 7. září 2018         |
| 18           | 5         | Heart of the Dragon              | Srdce draka (Netflix) Dračí srdce (Disney+)        | Mairzee Almas      | Declan de Barra     | 7. září 2018         |
| 19           | 6         | The Dragon Dies at Dawn          | Drak umírá za úsvitu                               | Philip John        | Matthew White       | 7. září 2018         |
| 20           | 7         | Morning of the Mindstorm         | Neklidné ráno                                      | Stephen Surjik     | Rebecca Dameron     | 7. září 2018         |
| 21           | 8         | Citadel on the Edge of Vengeance | Citadela na prahu pomsty                           | Julian Holmes      | Melissa Glenn       | 7. září 2018         |
| 22           | 9         | War Without End                  | Nekonečná válka                                    | Sanford Bookstaver | Daniel Shattuck     | 7. září 2018         |
| 23           | 10        | A Duel of Iron                   | Duel                                               | Jonas Pate         | M. Raven Metzner    | 7. září 2018         |